# Copa Constitució 2014
La Copa Constitució 2014 fue la 22ª edición de la Copa Constitució. El torneo comenzó el 11 de enero de 2014 y finalizó el 25 de mayo de 2014. Sant Julià conquistó su 4.º título en la competición.

## Partidos

### Primera ronda
Los partidos de la primera ronda se jugaron el 11 y 12 de enero de 2014.
| Equipo 1      | Resultado      | Equipo 2                |
| ------------- | -------------- | ----------------------- |
| UE Engordany  | 7–3 (pro.)     | Extremenya              |
| CE Benfica    | 3–3 (pen. 3–2) | Atlètic Club d'Escaldes |
| Ordino B      | 0–8            | Lusitanos B             |
| FS La Massana | 3–5            | Rànger's                |
| Encamp B      | 3–2            | Jenlai                  |
| Encarnada     | 1–2            | Sant Julià B            |
| Principat B   | 3–2            | FC Santa Coloma B       |

### Segunda ronda
Los partidos de segunda ronda se jugaron el 26 de enero de 2014.
| Equipo 1     | Resultado  | Equipo 2          |
| ------------ | ---------- | ----------------- |
| CE Benfica   | 0–1        | Encamp B          |
| Principat B  | 2–3        | Rànger's          |
| UE Engordany | 4–2 (pro.) | Lusitanos B       |
| Sant Julià B | 1–8        | UE Santa Coloma B |

### Tercera ronda
Los partidos de tercera ronda se jugaron el 2 de febrero de 2014.
| Equipo 1          | Resultado      | Equipo 2              |
| ----------------- | -------------- | --------------------- |
| Encamp B          | 3–2            | Principat             |
| Rànger's          | 0–11           | Ordino                |
| UE Engordany      | 3–1            | Inter Club d'Escaldes |
| UE Santa Coloma B | 3–3 (pen. 4–5) | Encamp                |

### Cuarta ronda
Los partidos de ida se jugaron el 9 de febrero de 2014, mientras que los partidos de vuelta se jugaron el 16 de febrero de 2014.
| Equipo 1     | Agr. | Equipo 2        | Ida  | Vuelta |
| ------------ | ---- | --------------- | ---- | ------ |
| Encamp B     | 0–15 | Lusitanos       | 0–11 | 0–4    |
| Ordino       | 1–5  | UE Santa Coloma | 0–1  | 1–4    |
| UE Engordany | 0–8  | UE Sant Julià   | 0–5  | 0–3    |
| Encamp       | 1–4  | FC Santa Coloma | 0–1  | 1–3    |

### Semifinales
Los partidos de ida se jugaron el 10 de mayo de 2014, mientras que los partidos de vuelta se jugaron el 17 de mayo de 2014.
| Equipo 1        | Agr. | Equipo 2      | Ida | Vuelta |
| --------------- | ---- | ------------- | --- | ------ |
| UE Santa Coloma | 1–6  | Lusitanos     | 0–4 | 1–2    |
| FC Santa Coloma | 2–5  | UE Sant Julià | 0–3 | 2–2    |

### Final
| 25 de mayo de 2014 | Lusitanos     | 1:2 (0:1) | UE Sant Julià            | Estadio Comunal, Andorra la Vieja |  |
| 18:30              | Zé Carlos 50' | Reporte   | Varela 29' · Aguilar 56' |                                   |  |

| Campeón: UE Sant Julià 4.º título |